# Anomomorpha turbulenta
Anomomorpha turbulenta är en lavart som först beskrevs av och som fick sitt nu gällande namn av William Nylander. 
Anomomorpha turbulenta ingår i släktet Anomomorpha och familjen Graphidaceae. Inga underarter finns listade i Catalogue of Life.